# Köszöntjük Szarajevóban!
A Köszöntjük Szarajevóban! (eredeti címén: Welcome to Sarajevo) egy 1997-es amerikai háborús dráma Stephen Dillane és Woody Harrelson főszereplésével.

## Történet
1992-ben Szarajevóban kitört a háború. Régen olimpiát rendeztek itt, éttermek, áruházak voltak, turisták özönlötték el a várost. Most azonban se víz, se élelem, a városból pedig egy rakás rom lett. Ezzel kell szembesülnie Michael Hendersonnak (Stephen Dillane), a sokat látott haditudósítónak is. Azonban a munkája a mindene, így nap mint nap az életéért küzd, tudósítva a látottakat.

## Szereplők
| Karakter          | Színész            | Magyar hang    |
| ----------------- | ------------------ | -------------- |
| Michael Henderson | Stephen Dillane    | Kaszás Attila  |
| Flynn             | Woody Harrelson    | Sörös Sándor   |
| Nina              | Marisa Tomei       | Incze Ildikó   |
| Emira             | Emira Nusevic      |                |
| Jane Carson       | Kerry Fox          | Kocsis Mariann |
| Risto Bavic       | Goran Visnjic      |                |
| Gregg             | James Nesbitt      | Bognár Zsolt   |
| Annie McGee       | Emily Lloyd        | Liptai Claudia |
| Jacket            | Igor Dzambazov     |                |
| Mrs. Savic        | Gordana Gadzic     |                |
| Helen Henderson   | Juliet Aubrey      |                |
| Zeljko            | Drazen Sivak       | Holl Nándor    |
| Munira            | Vesna Orel         |                |
| Dragan            | Davor Janjic       |                |
| Emira nagybátyja  | Vladimir Jokanovic |                |
| Lucky Strike      | Izudina Brutus     |                |

## Díjak és jelölések
- Cannes-i fesztivál
  - 1997 jelölés: Arany Pálma – Michael Winterbottom

## Külső hivatkozások
- IMDb
- Port.hu